# Wyprawa Profesora Gąbki
Wyprawa Profesora Gąbki (deutsch: Die Reise des Professor Gąbka) ist eine polnische Animationsserie, die aus 13 Folgen in einer Staffel besteht. Die Serie basiert auf dem gleichnamigen Buch. Die Serie wurde von 1979 bis 1980 produziert. Sie ist die Fortsetzung der Serie Porwanie Baltazara Gąbki aus 1969–1970.

## Besetzung
| Schauspieler   | Rolle                      |
| -------------- | -------------------------- |
| Wiktor Sadecki | Wawel-Drache               |
|                | Koch Bartolini Bartłomiej  |
|                | Baltazar Gąbka             |
|                | Krak, der könig von Krakau |
| Jerzy Nowak    | Don Pedro                  |

## Handlung
Baltazar Gąbka plant weitere Erkundungen. Somit machen sich wieder der Wawel-Drache und der Koch Bartolini Bartłomiej auf Reisen. Die Deszczowcy sind im Gefängnis und werden vom Spion Don Pedro befreit. Somit folgen sie den Spuren des Wawel-Drachen, Bartolini Bartłomiejs und anderen.

## Produktion und Ausstrahlung
Die Serie wurde von 1979 bis 1980 produziert und ab ca. 1979 auf der TVP ausgestrahlt. Es ist die Fortsetzung der Serie Porwanie Baltazara Gąbki, die auf viel mehr Sendern ausgestrahlt wurde, als diese. Die Serie basiert auf dem Buch Misja Baltazara Gąbki.
Die Serie wurde und wird u. a. auf TVP1, TVP2, TVP Polonia, Puls 2 und TVP ABC ausgestrahlt.

## Episodenliste
| Nr. | Originaltitel          |
| --- | ---------------------- |
| 1   | Tajemnicza noc         |
| 2   | Pierwszy Myping        |
| 3   | Ucieczka Deszczowców   |
| 4   | Odkrycie               |
| 5   | U zbójców              |
| 6   | W Nastrucji            |
| 7   | Zatrute źródło         |
| 8   | Zagrożenie             |
| 9   | Pułapka                |
| 10  | Śladem wielkiej rzeki  |
| 11  | Bananowy kraj          |
| 12  | Jak to ze smokiem było |
| 13  | Powrót                 |